# James Forten
James Forten (Filadèlfia, 2 de setembre de 1766 - 4 de març de 1842) fou un abolicionista i un empresari acabalat.
En el curs de la seva vida va tenir diversos treballs: dentista, pastor religiós, milicià i artesà de mobles.

## Biografia
Nascut lliure a Filadèlfia (Pennsilvània, va assistir a l'African School, que era gestionada per l'abolicionista Anthony Benezet i que fou fundada pels quàquers per als infants negres lliures. Després de la mort del seu pare Thomas, Forten va començar a treballar als set anys per a ajudar a la seva mare Margaret i a la seva germana gran Abigail, primer com netejador de xemeneies i després va començar un negoci d'alimentació. La seva mare va insistir que continués a l'escola almenys dos anys més.
Forten va deixar l'escola per a treballar a temps complert als nou anys. La seva primera experiència laboral fou per a ell molt important durant la resta de la seva vida.
Als 15 anys, durant la Guerra d'Independència dels Estats Units, Forten va treballar a la nau corsària Royal Louis, en la que va inventar un dispositiu per a millorar la maniobrabilitat de les veles de les naus. Jugava a bitlles amb el fill del capità Beasley, amb qui era molt amic, quan la nau fou capturada. Gràcies a aquesta amistat James no es va veure reduït a l'esclavitud, si no que fou tractat com un presoner de guerra regular i fou transferit a la nau carcellera anglesa Jersey.
 Després de la guerra va esdevenir aprenent de constructor de veles. El 1786 va esdevenir cap d'oficina. Al cap de poc, Forten va invertir diners a l'empresa que treballava i amb els actius que en va treure va arribar a ser un dels homes negres més rics de l'Amèrica post-colonial.
Amb l'ajuda del reverend Richard Allen i d'Absalom Jones va allistar a uns 2500 homes negres a la Guàrdia de Filadèlfia a la Guerra Anglo-Americana de 1812-1815.

## Activisme polític i social
Forten utilitzà la seva riquesa que havia acumulat com industrial per a donar suport al sufragi femení i sobretot per la causa dels drets dels afroamericans. Creia que els negres havien de treballar per a millorar la seva situació als Estats Units i que els seus drets havien de ser els mateixos que els dels blancs.
"Ja al 1800 va firmar una petició al Congrés dels Estats Units perquè s'aprovés l'abolició del comerç d'esclaus i la modificació de la Fugitive Slave Law del 1793. Va escriure Series of Letters by a Man of Color (cartes d'un home negre) per oposar-se al disseny de lleis del Senat de Pennsilvània que limitava la immigració dels negres a l'Estat, dirigit als fugitius esclaus del sud".
Forten i el reverend Allen van treballar junts per a fer la primera Convention of Color el 1817. Aquesta organització donava suport la fugida d'esclaus negres cap al Canadà però s'oposà a la seva repatriació a l'Àfrica. Forten no creia que els afroamericans haguessin de deixar el territori "propi" i estava en contra de les activitats de la Societat Americana de Colonització (que treballava per la repatriació a Àfrica). Forten era part del nombrós grup que s'oposava a aquesta organització i va organitzar protestes contra aquesta associació.
També estava particularment en contra de la política dels britànics de re-assentament dels veterans lleials de la Guerra d'Independència dels Estats Units a Sierra Leone.
"Al 1817, Forten i el bisbe de l'Església Episcopal Metodista Africana, Richard Allen van organitzar 3000 negres de Filadèlfia per a protestar contra l'activitat de l'American Colonization Society, que estava treballant per a realitzar una colònia fóra dels Estats Units pels afroamericans".
La Revolució haitiana (1791-1804) feia veure als negres americans una avantatjosa eventual emigració cap a aquesta illa, quan va assolir la independència, ja que era una República governada pels negres. La seva independència va introduir moltes disputes complexes entre els negres lliures dels Estats Units. James Forten fou un dels líders negres importants que s'hi posicionà en contra. Creia fermament que els Estats Units havia de concedir un rol de paritat als negres; deia que era molt millor lluitar per una societat igualitària als Estats Units, que no pas fugir del país.
Però Forten no va estar sempre en contra de l'emigració i del projecte de l'American Colonization Sociey d'enviar els negres lliures a Àfrica. En una ocasió fins i tot la va finançar. Paul Cuffee sosté també que va transportar una trentena de persones a Sierra Leone el 1815. Forten, tot i això, canvià d'idea de seguida. Va preferir treballar a favor dels interessos dels afroamericans i va esdevenir un opositor dur de la re-africanització.
El 1833, Forten va ajudar a William Lloyd Garrison i a Robert Purvis a crear la Societat Antiesclavista Estatunidenca. Hi va contribuir econòmicament, així com va publicar articles a la revista de Garrison The Liberator.
El 2002, Molefi Kete Asante va inscriure a James Forten a la llista dels 100 afroamericans més importants de la història.

### Matrimoni i família
Forten es va casar dues vegades; la seva primera muller, Martha "Patty" Beatty va morir el 1804 pocs mesos després del matrimoni. El 1806 es va casar amb Charlotte Vandine (1785-1884), amb la qual van tenir nou fills.
Els seus fills, James Jr i Robert van continuar en els negocis del seu pare de la veleria.
El seu fill Robert va esdevenir un enèrgic activista contra l'esclavitud. Les seves filles Harriet i Sarah Louisa es van casar amb els germans, també abolicionistes, Robert i Joseph Purvis respectivament. La seva filla Margaretta va esdevenir una militant de la Female Anti-Slavery Society de Filadèlfia el 1845.
La seva neboda Charlotte Forten Grimké fou també una destacada poetessa, mestra i abolicionista.
"Quan James Forten va morir, va deixar una família exemplar, una considerable fortuna i un patrimoni de filantropia i acctivisme que va inspirar generacions de negres de Filadèlfia" (Tonya Bolden